# حرحر (بعدان)

تعديل مصدري - تعديل

حرحر محلة تابعة لقرية بيت هريش، التابعة لعزلة المنار بمديرية بعدان إحدى مديريات محافظة إب في الجمهورية اليمنية، بلغ تعداد سكانها 32 حسب تعداد اليمن لعام 2004.